# Cratere Selma
Selma  è un cratere sulla superficie di Venere.